# Octacosan
Octacosan ist ein langkettiges, lineares Alkan. 

## Vorkommen
Octacosan ist ein Bestandteil von Paraffinwachs. Das Mineral Evenkit besteht überwiegend aus Alkanen. Deren Kettenlänge beträgt 19 bis 28, wobei Tricosan die Hauptkomponente ist, Octacosan ist eine Minderkomponente. Es ist außerdem eine Komponente in Ozokerit. Dessen Zusammensetzung unterscheidet sich je nach Herkunft, Octacosan ist jedoch zuweilen eine der wichtigsten Komponenten. Es ist außerdem ein Bestandteil des Wachses der Cuticula von Pflanzen. Dessen Zusammensetzung unterscheidet sich stark zwischen Pflanzen, sowohl was den Anteil an Alkanen angeht, als auch deren Kettenlänge. Octacosan macht im Allgemeinen einen geringen Anteil aus, Hauptkomponenten sind meist Nonacosan oder andere Alkane mit ähnlicher, ungerader Kettenlänge.